# Мейкон (округ, Міссурі)
Шаблон:StateAbbr_ 39°50′ пн. ш. 92°34′ зх. д. / 39.83° пн. ш. 92.56° зх. д.
Округ  Мейкон (англ. Macon County) — округ (графство) у штаті Міссурі, США. Ідентифікатор округу 29121.

## Історія
Округ утворений 1837 року.

## Демографія
За даними перепису 
2000 року 
загальне населення округу становило 15762 осіб, зокрема міського населення було 5202, а сільського — 10560.
Серед мешканців округу чоловіків було 7695, а жінок — 8067. В окрузі було 6501 домогосподарство, 4384 родин, які мешкали в 7502 будинках.
Середній розмір родини становив 2,92.
Віковий розподіл населення поданий у таблиці:
| Стать    | До 15 років | 15-21 | 22-29 | 30-39 | 40-49 | 50-65 | 65-85 | Понад 85 |
| -------- | ----------- | ----- | ----- | ----- | ----- | ----- | ----- | -------- |
| Чоловіки | 1666        | 740   | 645   | 1017  | 1068  | 1328  | 1095  | 136      |
| Жінки    | 1447        | 715   | 649   | 969   | 1152  | 1367  | 1412  | 356      |

## Суміжні округи
- Адер — північ
- Нокс — північний схід
- Шелбі — схід
- Монро — південний схід
- Рендолф — південь
- Черітон — південний захід
- Лінн — захід
- Салліван — північний захід

## Виноски
1. ↑  U.S. Decennial Census. United States Census Bureau. Архів оригіналу за 19 липня 2018. Процитовано 16 листопада 2014.
2. ↑  Historical Census Browser. University of Virginia Library. Архів оригіналу за 11 серпня 2012. Процитовано 16 листопада 2014.
3. ↑  Population of Counties by Decennial Census: 1900 to 1990. United States Census Bureau. Архів оригіналу за 3 грудня 2014. Процитовано 16 листопада 2014.
4. ↑  Census 2000 PHC-T-4. Ranking Tables for Counties: 1990 and 2000 (PDF). United States Census Bureau. Архів оригіналу (PDF) за 18 грудня 2014. Процитовано 16 листопада 2014.
5. ↑  State & County QuickFacts. United States Census Bureau. Архів оригіналу за 7 червня 2011. Процитовано 10 вересня 2013.(англ.) Наведено за англійською вікіпедією.
6. ↑  American FactFinder. Бюро перепису населення США. Архів оригіналу за 26 лютого 2012. Процитовано 31 січня 2008.

| США | Це незавершена стаття з географії США. Ви можете допомогти проєкту, виправивши або дописавши її. |